# 烏茨納赫

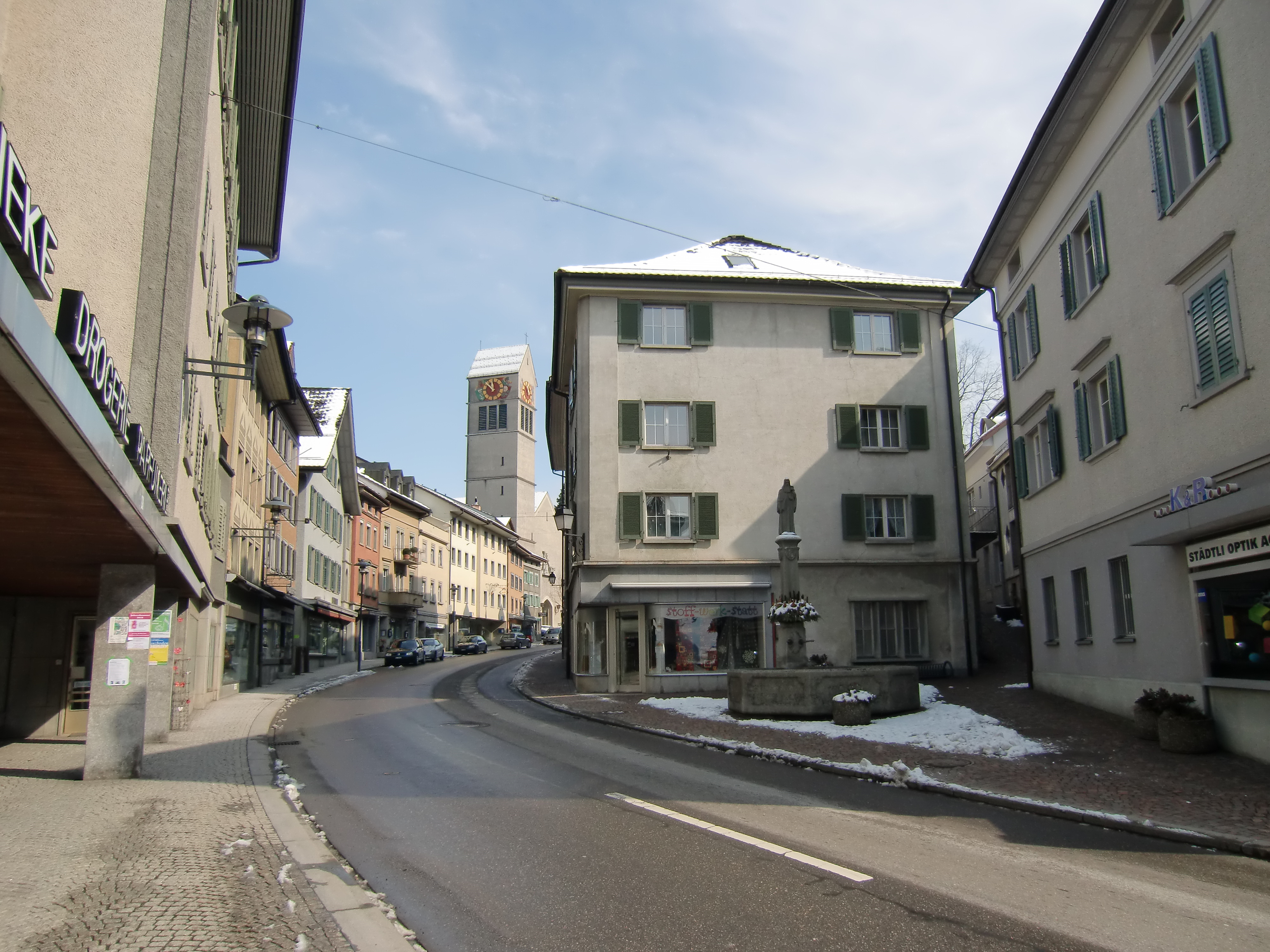

烏茨納赫是瑞士的城鎮，位於該國東北部，由聖加侖州負責管轄，面積7.55平方公里，海拔高度415米，2011年人口5,911，其中七成居民信奉羅馬天主教。

## 外部連結
- Official website （页面存档备份，存于） （德文）